# 꼬르뷰로
꼬르뷰로(러시아어: Корбюро, 高麗局)란 코민테른 민족부 극동총국 소속의 한국 공산주의 운동 전담 기관을 말한다.

## 개요
코민테른은 상하이파 및 이르쿠츠크파 고려공산당 양 파의 해체를 선언하고 〈조선 문제에 대한 1922년 12월 결정서〉에 의해 1923년 2월 블라디보스토크에 꼬르뷰로(Корбюро)를 설치했다.
꼬르뷰로의 임무는 그간 공산주의 운동의 단결성을 저해하던 각 종파의 파쟁을 극복하고 조선 내 통일된 공산당을 조직하는 것이었다. 극동총국은 일본, 한국, 중국 문제 관할기관으로서 모스크바에 있었으며, 블라디보스토크에 극동총국 고려국(꼬르뷰로, 조선공산당 중앙총국)을 두었다.
의장에 보이친스키, 위원으로 상하이파의 이동휘, 윤자영, 이르쿠츠크파의 한명서, 장건산, 김만겸, 고문으로는 정재달이 임명되었다.
꼬르뷰로는 우선 시베리아 각지의 한인 공산주의 조직을 재정비, 정리했으며, 국내 사정에 밝은 정재달을 파견, 공산당 결성을 위한 사전조사에 나섰으나, 당시 국내 상황은 북풍회, 서울청년회 등이 상호불신 관계에 있었고 상하이파, 이르쿠츠크파 양 파의 파쟁이 미친 여파가 극복되지 않은 상태였기 때문에 정재달의 국내 활동은 성과 없이 끝났다.
꼬르뷰로 내에서도 양 파 사이에 대립이 여전히 극복되지 못하자, 코민테른은 1924년 3월 꼬르뷰로를 정식으로 해체하고 그 후신으로 오르그뷰로(組織局)를 설치했다. 그러나 오르그뷰로도 마찬가지로 꼬르뷰로의 전철을 밟으며 통일된 공산당 조직에 성공치 못 하고 1925년 2월에 해체되었다.

## 설립 과정
1921년 6월 자유시 참변으로 상하이파와 이르쿠츠크파 고려공산당의 대립이 무력충돌로까지 확대되자 코민테른 검사위원회의 벨러 쿤(Bela Kun)·오토 쿠시넨(O. Kuusinen)·게오르기 사파로프(G. Safarov)는 1921년 11월 15일＜코민테른 검사위원회 결정서＞를 통하여 “서로 충돌하는 상해파와 이르쿠츠크파가 서로 연락할 것은 물론, 필요하다고 인정되면 코민테른집행위원회에서 조선 내지 및 해외의 제단체의 대표로 구성된 대의원회를 소집할 때까지 양당은 서로 연합하여 쌍방 동수로서 임시중앙간부를 조직한다는 결정을 인정하는 것을 조회(照會)하여 원동(동양)비서부는 이를 준행할 책임을 갖는다”는 결정을 내린다. 또한, 1922년 4월 22일 코민테른 집행위원회의 브란델·쿠시넨·사파로프는 “조선(고려)공산당 중앙간부는 그 위치는 치따(Chita)로 정함과 동시에 내지에는 조선부(국내부)를 설치할 책임을 진다”는 결정을 내린다.
코민테른집행위원회의＜1921년 11월 결정＞과＜1922년 4월 결정＞은 두 개의 고려공산당 통합을 위해 1922년 10월 15일 베르흐네우진스크에서 ‘고려공산당연합대회’로 구체화되었다. 그러나 이 대회에서 이르쿠츠크파가 중도에 회의를 거부함으로써 상해파만으로 회의가 진행되었다. 베르흐네우진스크대회에서 두 파의 통합이 실패하자 코민테른은 1922년 11 ∼ 12월 제4차 대회에서 가타야마 센(片山潛)·천두슈(陳獨秀)·쿠시넨·보이찐스키(G. N. Voitinsky) 등 8인으로 구성된 ‘조선문제 위원회’를 구성하여 조선문제를 논의했으나 결론을 내지 못하고 이후 코민테른 확대집행위원회로 위임할 것을 결정하였다. 그리고 1922년 12월 집행위원회는 두개의 고려공산당의 해산명령을 내리고 코민테른 집행위원회 원동부(遠東部) 산하에 꼬르뷰로(Корбюро)를 설치하게 되었다.

## 활동
꼬르뷰로는 국내 당건설을 위해 신철(辛鐵)과 김재봉(金在鳳)을 파견하였고, 그들은 1923년 4월과 5월에 서울에 들어와서 국내 사회주의 각 분파의 인물들을 접촉하면서 꼬르뷰로의 당건설 방침과 계획을 전달하면서 당건설 활동을 전개하였다. 이들은 북풍파의 김약수 등, 상해파의 이봉수 등과 1923년 5월 金燦의 집에서 꼬르뷰로 국내부를 조직한다. 당창건준비기관으로서 꼬르뷰로 국내부는 김재봉을 책임비서로, 간부에 신백우·김약수·이봉수·원우관 그리고 공산청년회 책임비서에 신철, 간부에 김찬(김낙준)·안병진(安秉珍) 등으로 구성되었다.
베르흐네우진스크 연합대회에 코민테른에서는 상해파·이르쿠츠크파·내지 중립파·김약수파를 합하여 고려부(꼬르뷰로)를 조직한 후 이것을 블라디보스톡에 두고 내지에다가는 국내부를 조직하였다. 그리하여 코민테른의 결의안과 코민테른대표와 킴(국제공청 КИМ)의 대표의 협동적 지령에 의하여, 고려공산청년회 중앙총국은 그의 대표를 내지부에 들여보내고 이어 내지부와 밀접한 관계를 맺게 되었다.
이 보고는 꼬르뷰로 국내부의 공산청년회 조직이 사실은 고려공산청년회 중앙총국의 성원과 동일 인물로 구성되어 있음을 확인시켜 준다. 1923년 4월에 제5차 ‘고려공산청년회 중앙총국’의 책임자인 신철과 간부 안병진이 꼬르뷰로 국내부의 공산청년회의 집행부서를 겸직 활동하고 있었던 것이다. 이러한 사실은 꼬르뷰로와 국내부가 여전히 이르쿠츠크파 고려공산당 계열의 영향 속에 있음을 의미한다. 특히 국제공산청년회(КИМ)에서 활동하고 있던 이르쿠츠크파의 조훈(趙勳) 등은 끊임없이 국내부의 활동에 개입하고 있었다.

## 화요회 구성
국내부는 윤덕병·홍증식·홍덕유 등 30여 명을 조직으로 끌어들이고 각 지역별 야체이카 건설에 착수했다. 1923년 7월 7일 국내부는 그들의 합법적인 표면단체로서 신사상연구회(新思想硏究會)를 조직하였다. 또한 1924년 2월 11일 이준태·박일병 등은 공산청년회의 합법조직으로 신흥청년동맹을 만들고 잡지사 신흥청년사(新興靑年社)를 발기하여 기관지≪신흥청년≫을 발간하려 하였다. 그리고 1924년 11월 19일 신사상연구회의 이름을 화요회(火曜會)로 개칭하였다. 이는 공산주의 운동에서 또 하나의 파벌인 화요파(火曜派)의 탄생을 의미한다.

## 같이 보기
- 코민테른
- 고려공산당
  - 상하이파 고려공산당
  - 이르쿠츠크파 고려공산당